# Радужная (деревня)
Радужная — деревня в Ступинском районе Московской области России. Входит в состав Аксиньинского сельского поселения. Население — 211 чел. (2010).
Расположена на берегу реки Северки. В деревне две улицы — Дачная и Садовая.

## Население
| 2002 | 2006 | 2010 |
| ---- | ---- | ---- |
| 322  | ↘210 | ↗211 |